# Paavo Arhinmäki
Paavo Erkki Arhinmäki (Hèlsinki, 13 de desembre de 1976) és un polític finlandès i tinent d'alcalde de Cultura i Oci de Hèlsinki des de 2021. Va ser membre de l'Eduskunta del 2007 al 2021 en representació de l'Aliança d'Esquerra, un partit del qual en va ser líder del 2009 al 2016.

## Trajectòria
Arhinmäki és regidor de l'Ajuntament de Hèlsinki des de l'any 2001. Va encapçalar les Vasemmistonuoret, les joventuts del partit', del 2001 al 2005. Més endavant, va ser elegit per primera vegada al Parlament finlandès a les eleccions parlamentàries de 2007 i reelegit el 2011. És conegut per haver proposat l'aturada dels projectes d'energia nuclear a Finlàndia arran del terratrèmol de Kobe.
Després de les eleccions de 2011, l'Aliança d'Esquerra es va convertir en soci del gabinet de coalició de sis partits liderat per Jyrki Katainen. Com aficionat al futbol, Arhinmäki es va convertir en ministre de Cultura i Esport. La decisió d'incorporar-se al govern va provocar una escissió al partit, que va provocar l'expulsió de dos diputats del grup parlamentari. El 2014, l'Aliança d'Esquerra va abandonar el gabinet en oposició a un paquet de retallades de despesa i increment d'impostos.
El 2012, Arhinmäki va ser candidat de l'Aliança d'Esquerra a les eleccions presidencials finlandeses, i va quedar sisè amb el 5,5% del total de vots a la primera ronda de votacions.
L'abril de 2016, Arhinmäki va anunciar que no es proposaria per a un altre mandat com a líder del partit. L'11 de juny de 2016 el va rellevar Li Andersson.